# Погоняєвська
Погоня́євська (рос. Погоняевская) — присілок у складі Тарногського району Вологодської області, Росія. Входить до складу Тарногського сільського поселення.

## Населення
Населення — 75 осіб (2010; 59 у 2002).
Національний склад (станом на 2002 рік):
- росіяни — 100 %